# Eureka Springs
Eureka Springs ist eine City in und neben Berryville einer von zwei Verwaltungssitzen von Carroll County im Nordwesten des US-amerikanischen Bundesstaates Arkansas. Das U.S. Census Bureau hat bei der Volkszählung 2020 eine Einwohnerzahl von 2.166 ermittelt.

## Geographie
Eureka Springs liegt auf 36°24′04″ nördlicher Breite und 93°44′17″ westlicher Länge und erstreckt sich über 18 km². Die Stadt liegt in den Ozarks, unweit des White River, einem rechten Nebenfluss des Mississippi River. Die Grenze zu Missouri befindet sich 14 km nördlich; Oklahoma beginnt rund 100 km westlich.
Die Stadt bildet das Zentrum der Cedar Township, erstreckt sich aber zu einem Teil auch bis in die Winona Township.
Benachbarte Orte von Eureka Springs sind Eagle Rock in Missouri (24,1 km nördlich), Berryville (20,5 km ostsüdöstlich) und Clantonville (26,3 km nordwestlich).
Die nächstgelegenen größeren Städte sind Arkansas’ Hauptstadt Little Rock (293 km südöstlich), Tulsa in Oklahoma (238 km westlich), Kansas City in Missouri (369 km nördlich), St. Louis (486 km nordöstlich) und Memphis in Tennessee (440 km ostsüdöstlich).

## Verkehr
Im Stadtgebiet von Eureka Springs kreuzt der U.S. Highway 62 die Arkansas State Route 23. Alle weiteren Straßen sind untergeordnete Landstraßen sowie innerstädtische Verbindungsstraßen.
Mit dem Carroll County Airport liegt 15,4 km östlich von Eureka Springs ein kleiner Flugplatz. Der Flughafen Branson liegt 83,1 km nordöstlich. Weitere Flughäfen in der weiteren Umgebung sind Little Rock (298 km südöstlich), das Drake Field in Fayetteville (80,1 km südwestlich) und Tulsa (232 km westlich).

## Geschichte

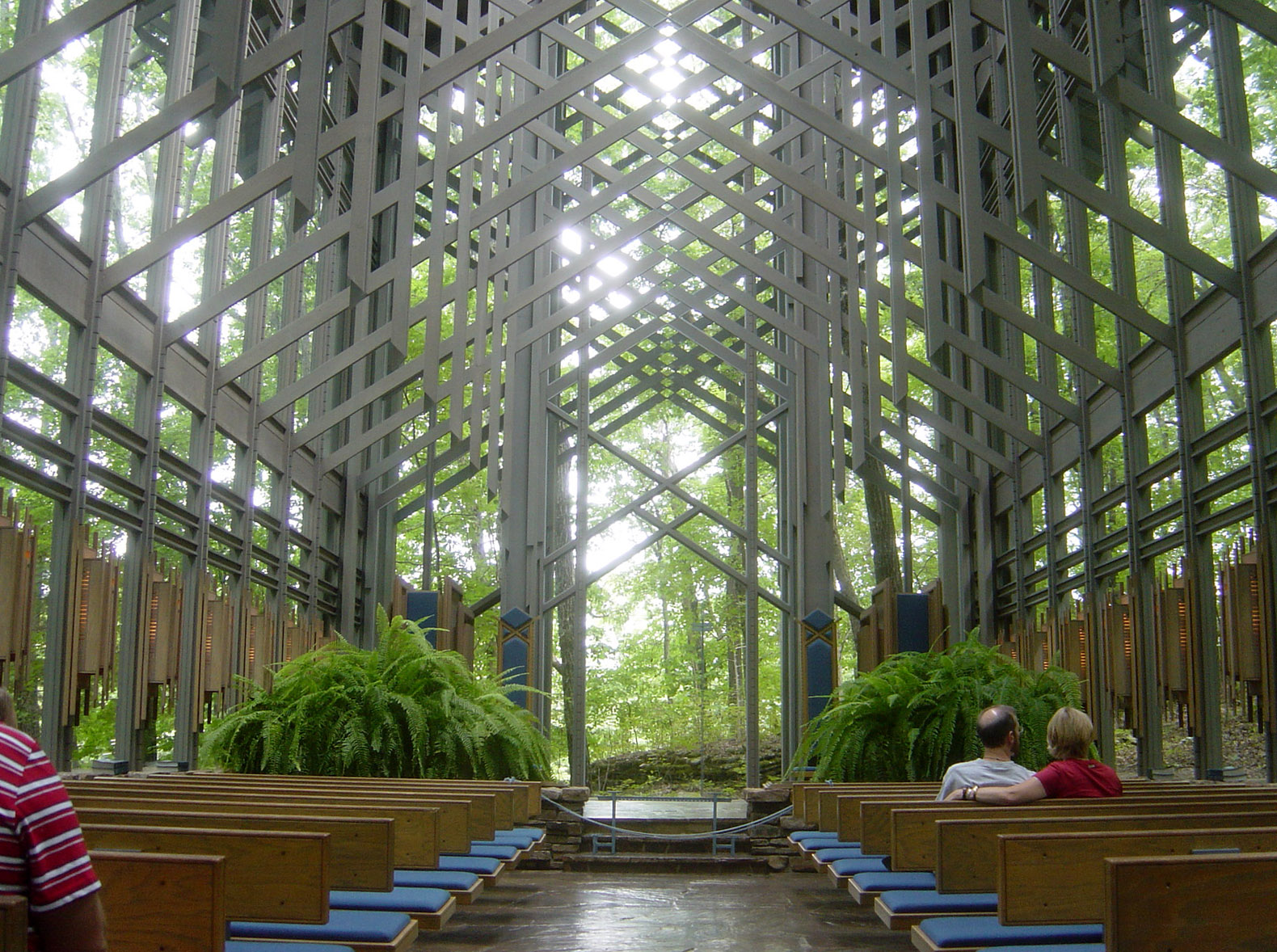
Thorncrown Chapel, seit 2000 im NRHP gelistet

Die indianischen Ureinwohner der Region wussten um die heilende Wirkung verschiedener Quellen auf dem Gebiet der heutigen Stadt Eureka Springs.
Funde von alten Gegenständen in einer Höhle belegen, dass spanische Konquistadoren die ersten Europäer in der Region waren.
Der Arzt Alvah Jackson, einer der frühen Pioniere in der Region, wird in späteren Dokumenten 1856 als „Entdecker“ der Heilquellen aufgeführt. In einer Höhle richtete Jackson während des Amerikanischen Bürgerkrieges ein Hospital für Verwundete konföderierte Soldaten ein.
Der Richter J. B. Sounders machte ab 1879, nachdem er selber geheilt worden war, die Quellen überregional bekannt. Am 4. Juli 1879 schlugen eine Vielzahl Menschen ihr Lager an dem Ort auf und gründeten die Siedlung Eureka Springs, die ein Jahr später zur Stadt erhoben wurde.
Im Jahr 1882 bekam Eureka Springs durch eine mit der St. Louis–San Francisco Railway verbundene Bahngesellschaft Anschluss an das Eisenbahnnetz, was die Zahl der Gäste weiter ansteigen ließ. In der Folge wurden eine Reihe größere Hotels errichtet, wie 1886 das Crescent Hotel und 1905 das Basin Park Hotel. Die Attraktivität von Eureka Springs als Kurort und Reiseziel nahm in den folgenden Jahren jedoch deutlich ab. In den frühen 1930er-Jahren waren nur noch drei von zeitweise knapp 50 Hotels in und um den Ort in Betrieb und die Einwohnerzahl des Orts sank. Der Bahnbetrieb nach Eureka Springs wurde 1946 eingestellt, 1950 für den Güterverkehr durch die Arkansas & Ozarks Railway noch einmal aufgenommen, aber 1961 endgültig aufgegeben.
1905 wurde die Ozarka Water Company gegründet, die das Quellwasser in Flaschen abfüllte und überregional verkaufte. Unter dem Markennamen „Ozarka“ wird auch heute noch Wasser von der inzwischen zum Nestlé-Konzern gehörenden Firma in Arkansas und den umgebenden Bundesstaaten verkauft.
1966 wurde eine bis heute umstrittene 20 Meter hohe Christusstatue eingeweiht. Sie befindet sich in einem Erlebnispark in der Nähe der Kreuzung der Autobahn 62 und des Arkansas State Highway 23. Seit 1968 finden dort groß angelegte Openair-Passionsspiele („The Great Passion Play“) in Anlehnung an die Oberammergauer Spiele statt, die größten in den USA mit inzwischen rund 7,8 Millionen Besuchern.
1980 wurde die Thorncrown Chapel am westlichen Stadtrand von Eureka Springs errichtet.

## Demografische Daten
Nach der Volkszählung im Jahr 2010 lebten in Eureka Springs 2073 Menschen in 1069 Haushalten. Die Bevölkerungsdichte betrug 115,2 Einwohner pro Quadratkilometer. In den 1069 Haushalten lebten statistisch je 1,88 Personen.
Ethnisch betrachtet setzte sich die Bevölkerung zusammen aus 91,6 Prozent Weißen, 0,6 Prozent Afroamerikanern, 1,3 Prozent amerikanischen Ureinwohnern, 0,6 Prozent Asiaten sowie 2,6 Prozent aus anderen ethnischen Gruppen; 3,7 Prozent stammten von zwei oder mehr Ethnien ab. Unabhängig von der ethnischen Zugehörigkeit waren 4,3 Prozent der Bevölkerung spanischer oder lateinamerikanischer Abstammung.
13,5 Prozent der Bevölkerung waren unter 18 Jahre alt, 65,0 Prozent waren zwischen 18 und 64 und 21,5 Prozent waren 65 Jahre oder älter. 53,7 Prozent der Bevölkerung war weiblich.

Das mittlere jährliche Einkommen eines Haushalts lag bei 23.938 USD. Das Pro-Kopf-Einkommen betrug 18.363 USD. 24 Prozent der Einwohner lebten unterhalb der Armutsgrenze.